# Denshi sentai Denziman
Denshi sentai Denziman (電子戦隊デンジマン?, Denshi sentai Denjiman) è la quarta serie Super sentai.
È stata trasmessa dal 3 febbraio 1980 al 31 gennaio 1981.
Denziman è stata anche l'unica serie Super sentai (insieme a Goggle Five) ad essere stata trasmessa sulle TV italiane.

## Trama
Anni fa, il Clan Vader aveva devastato Denzi Star.
Denziland, un'isola di Denzi Star, atterrò sulla Terra.
Nell'era moderna, il computer di Denziland risvegliò il cane robot IC quando ha individuato il Clan Vader che si avvicina alla Terra.
IC trovò cinque giovani che diventarono i Denziman per difendere la Terra.
I Denzimen iniziarono una serie di successi con la sconfitta del mostro numero 00 Flying Squireller.
Nel corso della serie, i giovani scoprono di essere discendenti del popolo di Denzi Star.
La regina del Clan Vader, Hedrian, dopo ripetuti fallimenti, riceve aiuto dal Re Demone Banriki, ignorando che Banriki vuole avere la Terra per sé.
Banriki prese possesso del Vader Castle è tormentò i Denzimen con il suo Omnipotent Monse.
I Denzimen si ritrovarono incapaci di battere Banriki e il suo mostro finché IC sacrificò se stesso per diventare un circuito del robot Daidenzin.
Banriki viene sconfitto, Hedrian fugge al Polo Nord dove si iberna.
Alla fine i Denziman riprendono le loro vite civili e costruiscono un campo sportivo in onore di IC.